# Rugby Europe U19 Championship 2015
El Rugby Europe U19 Championship del 2015 se disputó en Portugal y fue la última edición del torneo en categoría M19 para pasar en el 2017 a M20.
España se consagró campeona por primera vez y gracias a esto clasificó también por primera vez a una edición del Trofeo Mundial presentándose en Zimbabue 2016.

## Equipos participantes
- Selección juvenil de rugby de Alemania
- Selección juvenil de rugby de Bélgica
- Selección juvenil de rugby de España
- Selección juvenil de rugby de Países Bajos
- Selección juvenil de rugby de Polonia
- Selección juvenil de rugby de Portugal
- Selección juvenil de rugby de Rumania
- Selección juvenil de rugby de Rusia

## Eliminatoria
|  | Cuartos de final | Cuartos de final |          |       | Semifinales            | Semifinales            |  |  | Final | Final |
|  |                  |                  |          |       |                        |                        |  |  |       |       |
|  |                  |                  |          |       |                        |                        |  |  |       |       |
|  |                  |                  |          |       |                        |                        |  |  |       |       |
|  | España           | 11               |          |       |                        |                        |  |  |       |       |
|  | España           | 11               |          |       |                        |                        |  |  |       |       |
|  | Alemania         | 0                |          |       |                        |                        |  |  |       |       |
|  | Alemania         | 0                | España   | 30    |                        |                        |  |  |       |       |
|  |                  |                  | España   | 30    |                        |                        |  |  |       |       |
|  |                  | Rusia            | 7        |       |                        |                        |  |  |       |       |
|  | Rusia            | Rusia            | 7        | 22    |                        |                        |  |  |       |       |
|  | Rusia            |                  |          | 22    |                        |                        |  |  |       |       |
|  | Bélgica          | 13               |          |       |                        |                        |  |  |       |       |
|  | Bélgica          | 13               | Rumania  | 3     |                        |                        |  |  |       |       |
|  |                  |                  | Rumania  | 3     |                        |                        |  |  |       |       |
|  |                  | España           | 24       |       |                        |                        |  |  |       |       |
|  | Portugal         | España           | 24       | 17    |                        |                        |  |  |       |       |
|  | Portugal         |                  |          | 17    |                        |                        |  |  |       |       |
|  | Países Bajos     | 3                |          |       |                        |                        |  |  |       |       |
|  | Países Bajos     | 3                | Portugal | 12    | Tercer y cuarto puesto | Tercer y cuarto puesto |  |  |       |       |
|  |                  |                  | Portugal | 12    | Tercer y cuarto puesto | Tercer y cuarto puesto |  |  |       |       |
|  |                  | Rumania          | 15       |       |                        |                        |  |  |       |       |
|  | Rumania          | Rumania          | 15       | 87    | Portugal               | 22                     |  |  |       |       |
|  | Rumania          |                  |          | 87    | Portugal               | 22                     |  |  |       |       |
|  | Polonia          | 0                |          | Rusia | 20                     |                        |  |  |       |       |
|  | Polonia          | 0                |          |       | 20                     |                        |  |  |       |       |
|  |                  |                  |          |       |                        |                        |  |  |       |       |
|  |                  |                  |          |       |                        |                        |  |  |       |       |

## Clasificación del 5º al 8º puesto
|  | Eliminatoria del 5º al 8º | Eliminatoria del 5º al 8º |    |             | Partido por el 5º lugar | Partido por el 5º lugar |  |
|  |                           |                           |    |             |                         |                         |  |
|  | 29 de marzo               |                           |    |             |                         |                         |  |
|  | Bélgica                   | 0                         |    |             |                         |                         |  |
|  | Alemania                  | 7                         |    |             |                         |                         |  |
|  |                           |                           |    |             |                         |                         |  |
|  |                           |                           |    |             | 1º de abril             |                         |  |
|  |                           |                           |    |             | Alemania                | 22                      |  |
|  |                           | Países Bajos              | 22 |             |                         |                         |  |
|  |                           |                           |    |             |                         |                         |  |
|  |                           |                           |    |             |                         |                         |  |
|  |                           |                           |    |             | Partido por el 7º lugar |                         |  |
|  | 29 de marzo               | 29 de marzo               |    | 1º de abril | 1º de abril             |                         |  |
|  | Países Bajos              | 66                        |    | Bélgica     | 43                      |                         |  |
|  | Polonia                   | 7                         |    |             | Polonia                 | 27                      |  |

## Partidos

### Cuartos de finales
|  | España | 11 - 0 | Alemania |  |  |

|  | Rusia | 22 - 13 | Bélgica |  |  |

|  | Portugal | 17 - 3 | Países Bajos |  |  |

|  | Rumania | 87 - 0 | Polonia |  |  |

### Semifinales

#### Semifinales por 5º puesto
|  | Bélgica | 0 - 7 | Alemania |  |  |

|  | Países Bajos | 66 - 7 | Polonia |  |  |

#### Semifinales por el título
|  | España | 30 - 7 | Rusia |  |  |

|  | Portugal | 12 - 15 | Rumania |  |  |

### Finales

#### 7º puesto
|  | Bélgica | 43 - 27 | Polonia |  |  |

#### 5º puesto
|  | Alemania | 22 - 22 | Países Bajos |  |  |

#### 3º puesto
|  | Portugal | 22 - 20 | Rusia |  |  |

#### 1º puesto
|  | Rumania | 3 - 24 | España |  |  |

| Bandera de España |
| Campeón España    |
| Primer título     |